# Sr. Miyagi
Nariyoshi Miyagi (宮城 成 義), conegut com a Senyor Miyagi i també identificat en la pel·lícula El nou Karate Kid, com Keisuke Miyagi (宮城 健 介), és a un mestre de karate fictici representat per l'actor Pat Morita. És el mentor dels personatges Daniel Larusso i Julie Pierce en les pel·lícules Karate Kid. Morita va ser nominat per a un Oscar al millor actor secundari per la seva actuació en la primera pel·lícula.
Robert Mark Kamen, guionista de Karate Kid, va declarar que el senyor Miyagi va rebre el seu nom per Chōjun Miyagi, el fundador de l'estil de karate Goju Ryu. L'estil de karate descrit en les pel·lícules també és el Goju Ryu.

## Biografia

### Joventut
Com immigrant japonès d'Okinawa als Estats Units, Keisuke Miyagi va aprendre karate originalment del seu pare, qui havia estat pescador. Miyagi va tenir problemes amb el pare del seu millor amic, Sato, qui també va aprendre karate del pare de Miyagi. Es va enamorar d'una dona jove anomenada Yukie, qui hauria de casar-se per acord amb en Sato, degut d'això el seu amic es va sentir deshonrat per Miyagi i el va desafiar a una lluita a mort. Per evitar la lluita, Miyagi va deixar Okinawa i va emigrar als Estats Units.

### Segona Guerra Mundial i servei militar
Després de la seva arribada a Los Angeles, va anar a l'Institut Armijo a Fairfield, Califòrnia, i després a la Universitat de Califòrnia a Santa Bàrbara. Durant el desenvolupament de la Segona Guerra Mundial va ser reclutat al camp de concentració per a japonesos del Manzanar. Durant aquest temps, Miyagi es va unir a l'Exèrcit dels EUA i va rebre la Medalla d'Honor (va ser un membre del 442è Regiment d'Infanteria, un dels regiments més altament condecorats en la història de les Forces Armades dels Estats Units, i va haver fins a 21 receptors de Medalles d'Honor). Mentre estava a l'exèrcit, va ensenyar al seu oficial superior, el tinent Pierce, l'art del karate. Durant el seu servei, la senyora Miyagi i el seu fill moren en el Manzanar a causa de complicacions durant el part, una pèrdua que el persegueix durant dècades. No se sap que passa durant tot el temps que transcorre entre la guerra i la primera pel·lícula Karate Kid, però a causa dels esdeveniments en algunes de les pel·lícules és molt possible que caigués a la beguda i patís depressions.